# 东河 (科罗拉多州)
东河（英語：East River）是一条长约38.3-英里（61.6-）的溪流，位于科罗拉多州中部。它与泰勒河汇合形成甘尼森河。